# 佐藤純 (政治家)
佐藤 純（さとう じゅん、1969年 - ）は、新潟県議会議員であり、自由民主党に所属する政治家である。

## 経歴

### 出生と家族
1969年、新潟県の旧亀田町に生まれる。故佐藤隆元農林水産大臣の四男として知られ、7人家族を形成している。敬和学園高校を卒業後、オーストラリアのクランブルックスクールに留学し、その後明海大学外国語学部英米語学科を卒業した。 

### 新潟県議会議員としての活動
2003年（平成15年）、新潟県議会議員に初当選
以降、2007年（平成19年）、2011年（平成23年）、2015年（平成27年）、2019年（平成31年/令和元年）、2023年（令和5年）と、6期連続で当選を果たしている。
議員活動の中で、以下のような要職を歴任した
2008年（平成20年）：建設公安委員会委員長
2010年（平成22年）：産業経済委員会委員長
2011年（平成23年）：厚生環境委員会委員長
2012年（平成24年）：議会対策委員長
2015年（平成27年）：財務委員長
2016年（平成28年）：総務会長
2017年（平成29年）：政務調査会長
2020年（令和2年）：新潟県議会副議長
2021年（令和3年）：新潟県議会議長
2022年（令和4年）：新総合交通・防災対策特別委員会委員長
現在は、防災・脱炭素社会づくり特別委員会委員長および県連副会長を務めている

## 政治活動
2003年4月、新潟県議会議員に初当選し、以降6回の当選を果たしている。新潟市江南区選挙区から選出され、議会内で重要な役職を歴任してきた。これまでに議長を務め、現在は産業経済委員会と防災・脱炭素社会づくり特別委員会の委員長を務めている。  

### 方針
佐藤の政治方針は、地域経済の振興、防災対策、環境問題への取り組みなど多岐にわたる。特に脱炭素社会の実現に向けた政策に注力し、持続可能な地域づくりを目指している。最近の活動では、能登半島地震の被災者支援に関する要望書を新潟市に提出するなど、地域の防災対策と復興支援に尽力している。